# Mistrz Everta van Soudenbalcha
Mistrz Everta van Soudenbalcha, Mistrz Everta van Zoudenbalcha – miniaturzysta północnoniderlandzki aktywny w latach 1460 - 1470 w Utrechcie.

## Życie i działalność artystyczna
Jego przydomek pochodzi od dwu tomowej Biblii Everta van Soudenbalcha (Historie Biblijne Everta van Soudenbalcha), kanonika katedry utrechckiej w latach 1445 - 1503, którego wizerunek znajduje się na miniaturze dedykacyjnej przedstawiającą Madonnę (fol.10). Mistrz Everta van Soudenbalcha wykonał większość dekoracji do pierwszego tomu.
Sceny komponowane przez Mistrza Everta van Soudenbalcha były z psychologiczną intuicją porównywalną do historii biblijnych tworzonych przez Rembrandta dwieście lat później; był jednym z pierwszych artystów, który z dużą wnikliwością przedstawiał uczucia postaci: zazdrość, zaskoczenie, zwątpienie i rezygnację. Stosował nowe techniki tworzenia obrazu: wykorzystywał małe pędzle by nadać nakładanemu kolorowi odpowiednie efekty powierzchniowe, przez co rysowane obiekty są mocno zmodyfikowane przez światło i cienie. Współpracował z wieloma innymi iluminatorami m.in. przy wiedeńskiej Biblii pracował z sześcioma innymi artystami, w tym z Mistrzem Pierzastych Obłoków (Master of the Fleecy Clouds). Do znaczących jego prac zaliczają się dekoracje do Godzinek Marii van Vronenstein, należących pierwotnie do Jana van Amerongena. Mistrz Everta van Soudenbalcha wykonał do niej dwanaście pełnostronicowych ilustracji a czterdzieści trzy inicjały i bordiury wykonał Mistrz Pasji Londyńskiej. Jest autorem iluminacji w kilku kodeksach godzinek m.in. z Uniwersyteckiej Biblioteki w Liège, gdzie inicjały o tematyce historycznej wykonał Master of Gijsbrecht van Brederode a dekoracje na bordiurze wykonał Mistrz Pasji Londyńskiej; z godzinek znajdujących się obecnie w J. Paul Getty Museum, gdzie mistrz wykonał iluminacje Koronowanie Marii Dziewicy (fol.15v).
Mistrz Everta van Soudenbalcha malował również obrazy; najbardziej znanym jest tryptyk Ukrzyżowanie.  niderlandzki historyk Karel Gerald Boon przypisuje mu atrybucje na dwa obrazy: Przybicie do krzyża i Drzewo Jessego oraz identyfikuje go z innym anonimowym artysta znanym jako Mistrz Drzewa Jessego z Buurkerk